# Nejproduktivnější junior české hokejové extraligy
Toto je seznam nejproduktivnějších juniorů Extraligy ledního hokeje sezón české hokejové extraligy. 

## Vítězové
| Sezóna    | Hráč                 | Klub                    | Body    |
| --------- | -------------------- | ----------------------- | ------- |
| 1993/1994 | David Výborný        | HC Sparta Praha         | 38 bodů |
| 1994/1995 | Milan Hejduk         | HC Pardubice            | 24 bodů |
| 1995/1996 | Ondřej Kratěna       | HC Olomouc              | 22 bodů |
| 1996/1997 | Ondřej Kratěna       | HC Petra Vsetín         | 35 bodů |
| 1997/1998 | Tomáš Kaberle        | HC Velvana Kladno       | 22 bodů |
| 1998/1999 | Václav Pletka        | HC Železárny Třinec     | 26 bodů |
| 1999/2000 | Martin Havlát        | HC Oceláři Třinec       | 42 bodů |
| 2000/2001 | Tomáš Plekanec       | HC Vagnerplast Kladno   | 18 bodů |
| 2001/2002 | Jiří Hudler          | HC Vsetín               | 46 bodů |
| 2002/2003 | Jiří Hudler          | HC Vsetín               | 46 bodů |
| 2003/2004 | Jakub Klepiš         | HC Slavia Praha         | 13 bodů |
| 2004/2005 | Rostislav Olesz      | HC Sparta Praha         | 13 bodů |
| 2005/2006 | Jakub Šindel         | HC Lasselsberger Plzeň  | 21 bodů |
| 2006/2007 | Tomáš Káňa           | HC Vítkovice Steel      | 16 bodů |
| 2007/2008 | David Květoň         | HC Oceláři Třinec       | 15 bodů |
| 2008/2009 | Vladimír Růžička ml. | HC Slavia Praha         | 11 bodů |
| 2009/2010 | Jan Kovář            | HC Lasselsberger Plzeň  | 13 bodů |
| 2010/2011 | Petr Holík           | PSG Zlín                | 14 bodů |
| 2011/2012 | Tomáš Hertl          | HC Slavia Praha         | 25 bodů |
| 2012/2013 | Tomáš Hertl          | HC Slavia Praha         | 30 bodů |
| 2013/2014 | Dominik Simon        | HC Sparta Praha         | 11 bodů |
| 2014/2015 | Martin Réway         | HC Sparta Praha         | 37 bodů |
| 2015/2016 | David Tomášek        | HC Dynamo Pardubice     | 12 bodů |
| 2016/2017 | Dominik Lakatoš      | Bílí Tygři Liberec      | 22 bodů |
| 2017/2018 | Martin Nečas         | HC Kometa Brno          | 17 bodů |
| 2018/2019 | Jakub Galvas         | HC Olomouc              | 17 bodů |
| 2019/2020 | Jan Myšák            | HC Verva Litvínov       | 9 bodů  |
| 2020/2021 | Adam Najman          | Bílí Tygři Liberec      | 6 bodů  |
| 2021/2022 | Jiří Kulich          | HC Energie Karlovy Vary | 14 bodů |
| 2022/2023 | Eduard Šalé          | HC Kometa Brno          | 14 bodů |
| 2023/2024 | Jaromír Pérez        | Bílí Tygři Liberec      | 8 bodů  |
| 2024/2025 | Jaromír Pérez        | Bílí Tygři Liberec      | 18 bodů |